# Merry Christmas (película de 2024)
Merry Christmas es una película india de suspenso y misterio de 2024 dirigida por Sriram Raghavan y protagonizada por Katrina Kaif y Vijay Sethupathi. Fue filmada simultáneamente en hindi y tamil. La película está producida por Ramesh Taurani, Jaya Taurani, Sanjay Routray y Kewal Garg bajo Tips Films y Matchbox Pictures. Está basada en la novela francesa Le Monte-charge de Frédéric Dard.
La película se anunció oficialmente en diciembre de 2021. El rodaje comenzó el mismo mes en Bombay junto con un cronograma esporádico en Uttar Pradesh, al que nuevamente siguió un cronograma en la ubicación anterior y concluyó a mediados de enero de 2023. La película tiene música compuesta por Pritam, cinematografía a cargo de Madhu Neelakandan y edición de Pooja Ladha Surti.
Después de varios aplazamientos, Merry Christmas se estrenó en los cines el 12 de enero de 2024 con críticas positivas, y las actuaciones de Kaif y Sethupathi fueron elogiadas.

## Reparto
| Reparto (hindi)        | Reparto (tamil)        | Rol (hindi)                        | Rol (tamil)                     |
| ---------------------- | ---------------------- | ---------------------------------- | ------------------------------- |
| Katrina Kaif           | Katrina Kaif           | Maria                              | Maria                           |
| Vijay Sethupathi       | Vijay Sethupathi       | Albert                             | Albert                          |
| Ashwini Kalsekar       | Ashwini Kalsekar       | Scarlett, la esposa de Ronnie      | Scarlett, la esposa de Ronnie   |
| Luke Kenny             | Luke Kenny             | Jerome, el marido de Maria         | Jerome, el marido de Maria      |
| Pari Maheshwari Sharma | Pari Maheshwari Sharma | Annie, la hija de Maria            | Annie, la hija de Maria         |
| Sanjay Kapoor          | Kavin Jay Babu         | Ronnie Fernandes                   | Ronnie Fernandes                |
| Vinay Pathak           | Shanmugarajan          | Inspector de policía Paresh Kamdar | Inspector de policía Devaraj S. |
| Pratima Kazmi          | Radhika Sarathkumar    | El agente de policía Laxmi P.      | El agente de policía Laxmi P.   |
| Tinnu Anand            | Rajesh                 | Tío «Yadhoo»                       | Tío «Yadhoo»                    |
| Radhika Apte           | Radhika Apte           | Rosie (cameo)                      | Rosie (cameo)                   |
| Gayathrie              | Gayathrie              | Cantante (cameo)                   | Cantante (cameo)                |
| Sahil Vaid             | Sahil Vaid             | La cita de Maria (cameo)           | La cita de Maria (cameo)        |

## Producción

### Desarrollo
En enero de 2021, se informó que el director Sriram Raghavan había suspendido su proyecto como director Ekkis, protagonizado por Varun Dhawan, debido a la pandemia de COVID-19 y comenzó a trabajar en un nuevo proyecto, al que, según informes, se acercó a la actriz hindi Katrina Kaif y el actor tamil Vijay Sethupathi interpretará los papeles principales. Se informó que el lanzamiento de la película estaba programado para abril, sin embargo, debido a la segunda ola de la pandemia de COVID-19 y a que Kaif dio positivo por COVID-19, el lanzamiento se retrasó. El 25 de diciembre se anunció oficialmente la película con Ramesh Taurani y Sanjay Routray como productores. El título «Merry Christmas» fue sugerido por Dinesh Vijan, cuando el director consideró títulos que contenían la palabra «raat» (noche), como Raat Akeli Hai, Raat Ke Hamsafar y Baat Ek Raat Ki.

### Casting
El productor Ramesh, hablando con ETimes, dijo: «Vijay encajaba perfectamente en el papel, así que nos acercamos a él para esta película». y «Katrina siempre fue nuestra única opción para el papel desde el principio». A principios de marzo de 2022, se anunció que Sanjay Kapoor desempeñaría un papel importante en la versión hindi de la película. En abril, también se anunció que Radhika Sarathkumar formaría parte del elenco de la versión tamil. Vinay Pathak fue anunciado como parte del elenco de la versión hindi en agosto. Además, se decía que desempeñaría un papel clave en la película. Shanmugarajan retoma el papel de Vinay Pathak en la versión tamil. En julio de 2023, se anunció que Ashwini Kalsekar y Radhika Apte harían un cameo en la película.

### Rodaje
El rodaje comenzó el 25 de diciembre de 2021, con el primer horario programado en Bombay. El rodaje se suspendió a principios de enero de 2022 debido al aumento de casos de COVID. El rodaje comenzó de nuevo a principios de febrero en Filmistan Studio en Bombay. Sanjay comenzó a filmar sus partes en marzo. Katrina continuó filmando sus partes el 11 de marzo. El primer cronograma concluyó en marzo. El segundo cronograma comenzó el 19 de marzo en un estudio de Chitrakoot. Se dijo que el cronograma tenía una duración de 45 días.
Raadhika Sarathkumar comenzó a filmar sus partes en abril. Debido a un incendio en el distrito en agosto, el cronograma se trasladó a un estudio en Vrindavan. El segundo calendario finalizó en noviembre. En el tercer programa, que comenzó en noviembre en Bombay, los paparazzi publicaron en las redes sociales fotografías de Katrina, Sethupathi y Kapoor desde los sets. Se tomaron más fotografías unos días después de la primera. El rodaje concluyó en enero de 2023, con una confirmación oficial el día del cumpleaños de Sethupathi.

### Posproducción
Raghavan inició los trabajos de posproducción a mediados de noviembre de 2022, ya que el rodaje estaba en el último cronograma. Raghavan, en mayo de 2023, reveló que la película es bilingüe, lo que significa que se rodó simultáneamente en hindi y tamil. La película marca el debut de Raghavan y Kaif en el cine tamil. Según se informa, cada versión tendrá un conjunto diferente de co-actores. Deepa Venkat dobló al personaje de Katrina en la versión tamil de la película.

## Música
La música está compuesta por Pritam, lo que marca su debut en tamil. Los derechos de audio fueron adquiridos por Tips Music. El primer sencillo titulado «Merry Christmas Title Track» se lanzó el 25 de diciembre de 2023. El segundo sencillo titulado «Nazar Teri Toofan» se lanzó el 4 de enero de 2024. El tercer sencillo titulado «Raat Akeli Thi» se lanzó el 10 de enero de 2024.

Todas las letras escritas por Varun Grover.
| Hindi |                                 |                            |          |  |
| N.º   | Título                          | Cantante(s)                | Duración |  |
| 1.    | «Merry Christmas - Title Track» | Ash King                   | 2:32     |  |
| 2.    | «Nazar Teri Toofan»             | Papon                      | 4:03     |  |
| 3.    | «Raat Akeli Thi»                | Arijit Singh, Antara Mitra | 4:24     |  |
| 4.    | «Dil Ki Mez»                    | Shalmali Kholgade          | 3:38     |  |

Todas las letras escritas por Yugabharathi.
| Tamil |                                 |                      |          |  |
| N.º   | Título                          | Cantante(s)          | Duración |  |
| 1.    | «Merry Christmas - Title Track» | Benny Dayal          | 2:32     |  |
| 2.    | «Anbe Vidai»                    | Sreerama Chandra     | 4:03     |  |
| 3.    | «Kanadha Kadal»                 | Karthik, Anusha Mani | 4:24     |  |
| 4.    | «Neela Ravile»                  | Jonita Gandhi        | 3:38     |  |

Todas las letras escritas por Chandra Bose.
| Télugu |                                 |                               |          |  |
| N.º    | Título                          | Singer(s)                     | Duración |  |
| 1.     | «Merry Christmas - Title Track» | Sreerama Chandra              | 2:32     |  |
| 2.     | «Edhi Edhi»                     | Sreerama Chandra              | 4:03     |  |
| 3.     | «Theliyade Theliyade»           | Sreerama Chandra, Anusha Mani | 4:24     |  |
| 4.     | «Vedi Chenthane»                | Jonita Gandhi                 | 3:38     |  |

## Estreno

### En cines
Inicialmente, Merry Christmas estaba previsto que se estrenara en los cines el 23 de diciembre de 2022, pero se retrasó debido a retrasos en la producción. Luego se planeó su lanzamiento en diciembre de 2023, antes de ser reprogramado para el 12 de enero de 2024.

### En medios domésticos
Netflix compró los derechos de transmisión por 60 millones de rupias.

## Recepción

### Recepción crítica
En el sitio web de agregador de reseñas Rotten Tomatoes, el 88% de las reseñas de 17 críticos son positivas, con una calificación promedio de 6,5/10.
En Film Companion, Rahul Desai describió la película como «excepcional y notablemente conmovedora... una deconstrucción sublime del suspenso romántico» y destacó la química «autocontenida» entre Kaif y Sethupathi. Elogió las actuaciones del dúo y destacó especialmente a Kaif por ofrecer «una actuación dentro de una actuación», en la que «destaca la ambigüedad de una madre disfrazada de mujer». Saibal Chatterjee de NDTV otorgó 3,5 estrellas sobre 5 y elogió la película como «un viaje cinematográfico deliciosamente inventivo que emplea un paisaje sonoro del cine hindi de los años 80 y una paleta de colores evocadora y transportadora». Le gustó el contraste entre Kaif y Sethupathi y opinó que la primera dio «una de las actuaciones cinematográficas más convincentes de su carrera, retratando la confusión y la vulnerabilidad envueltas en ocasionales destellos de férrea determinación». Shubhra Gupta de The Indian Express dio 3 estrellas de 5 y consideró que «a pesar de su pareja inusual, Katrina Kaif y Vijay Sethupathi logran trabajar juntos, ya que ella demuestra una vez más su destreza actoral detrás de todos los panqueques y golpes y rutinas». Monika Rawal Kukreja de Hindustan Times dijo que «no saltarás de esta película de Vijay Sethupathi y Katrina Kaif cuando se trata de una gran sorpresa o conclusión, pero disfrutarás de una excelente cinematografía, una escritura inteligente y una película interesante que te mantendrá al borde de tu asiento. Incluso si solo lo ves una vez, vale la pena ver el universo cinematográfico de Sriram Raghavan».
Anuj Kumar de The Hindu calificó la película como «una suntuosa porción de crimen» y dijo: «En esta historia negra de una larga noche, Katrina Kaif y Vijay Sethupathi forman un dúo sorprendente que funciona bien juntos. El quid de la historia es más interesante que la conclusión». Sukanya Verma de Rediff dio 4 estrellas de 5 y elogió la actuación y la dirección. Ella escribió: «Suspirarás en Feliz Navidad como nunca antes habías suspirado en una película de Sriram Raghavan gracias a su increíble clímax». Lachmi Deb Roy de Firstpost escribió en su reseña que «La película seguramente traerá buenos recuerdos a todos los que aman Bombay, particularmente a aquellos que adoran el teatro Regal, los callejones de Colaba y las casas antiguas y arquitectónicamente impresionantes. El ritmo pausado de la película aumenta su atractivo. Sin duda, una Feliz Navidad es una experiencia única». Al darle a la película 4 estrellas, Devesh Sharma de Filmfare la resumió como «una comedia oscura que te hará sonreír y rascarte la cabeza al mismo tiempo... un cine negro que muestra el triunfo del espíritu humano y la compasión». Además, elogió a Sethupathi por ofrecer «otra actuación sólida» y a Kaif por demostrar que «ella puede aguantar y cumplir... quizás en su primer papel dramático en toda regla».